# Каллє Свенссон
Калле Свенссон (швед. Kalle Svensson, нар. 11 листопада 1925, Вестерлев — пом. 15 липня 2000, Гельсінборг) — шведський футболіст, що грав на позиції воротаря. Найкращий шведський футболіст 1952 року.
Не був професійним футболістом, під час та після завершення футбольної кар'єри працював пожежником у Гельсінборзі.

## Клубна кар'єра
У дорослому футболі дебютував 1943 року виступами за команду клубу «Гельсінгборг», в якій провів шістнадцять сезонів, взявши участь у 312 матчах чемпіонату.
Протягом 1959–1961 років захищав кольори команди нижчолігового клубу «Гуннарсторп».
Завершив ігрову кар'єру у клубі «Гельсінгборг», до складу якого повернувся 1961 року. Захищав його кольори до припинення виступів на професійному рівні у 1962.
Помер 15 липня 2000 року на 75-му році життя у місті Гельсінборг.

## Виступи за збірну
Був включений до складу національної збірної Швеції для участі у футбольному турнірі на Олімпійських іграх 1948 року у Лондоні, на якому шведи стали олімпійськими чемпіонами, втім на цьому турнірі був резервним голкіпером і участі у матчах не брав.
Дебют Каллє Свенссона у складі збірної Швеції відбувся 1949 року. Протягом кар'єри у національній команді, яка тривала 10 років, провів у формі головної команди країни 73 матчі.
Виступаючи за збірну, став бронзовим призером чемпіонату світу 1950 року у Бразилії та срібним призером домашнього для шведів чемпіонату світу 1958 року. На обох цих світових першостях був основним воротарем команди та відіграв в усіх матчах. Також був учасником футбольного турніру на Олімпійських іграх 1952 року у Гельсінкі,

## Титули і досягнення

### Командні
- Олімпійський чемпіон: 1948
- Бронзовий олімпійський призер: 1952
- Призер чемпіонатів світу з футболу (2):

1950 (3 місце)
1958 (2 місце)

### Особисті
- Найкращий шведський футболіст року (1):

1952